# ناحیه زاهونی
ناحیهٔ زاهونْیْ (به مجاری: Záhonyi járás) یک ناحیه در مجارستان است که در سابولچ-ساتمار-برگ واقع شده‌است. ناحیهٔ زاهونی ۱۴۵٫۹۵ کیلومتر مربع مساحت و ۱۸٬۹۶۳ نفر جمعیت دارد.